# Bougon
Bougon (francoska izgovorjava: [buɡɔ̃]) je občina v departmaju Deux-Sèvres, regije Nova Akvitanija v zahodni Franciji.

## Zgodovina
Pokrajina Bougon je bila naseljena že zelo dolgo, kar dokazujejo številni in zelo pomembni megalitski spomeniki, ki so bili tam najdeni.
Občina Bougon je visoko mesto prazgodovine in zlasti neolitika: dolmen Pierra Levéeja na cesti v Exoudun in [[Gomilno grobišče|tumulusi]g na cesti v Pamproux so dokaz za to. Bougonska nekropola je datirana v leto 4700 pr. n. št., zaradi česar je najstarejša v Evropi.
V bližini tumulusov je generalni svet Deux-Sèvresa zgradil prazgodovinski muzej.

## Geografija
Bougon je približno 42 kilometrov jugozahodno od Poitiersa. Obkrožajo ga sosednje skupnosti Pamproux na severu, Avon na vzhodu, Exoudun na jugu, La Mothe-Saint-Héray na zahodu ter Salles na zahodu in severozahodu.
Bougon je imel po štetju leta 2020 176 prebivalcev.

## Znamenitosti
- Bougonska nekropola z muzejem
- Cerkev sv. Petra

- Tumulus
- Cerkev sv. Petra